# فيلفرانش سور سون
فيلفرانش سور سون هي البلدية فرنسية، في قسم رون، في منطقة أوفيرني، رون ألب. ويطلق على سكانها : (les Caladois)، وهي عاصمة بوجوليه ( Beaujolais.). تقع في جنوب المحافظة وهي واحدة من المدن الرئيسية في دائرة مقاطعة الرون، وهي الآن البلدية الأكثر اكتظاظا بالسكان ، في الإدارة الجديدة من نهر الرون، وفيلفرانش سور سون جزءا من وحدة الحضرية لـ ليون، والمناطق الحضرية من فيلفرانش سور سون. تضم المجتمع الحضري فيلفرانش بوجوليه ( Beaujolais.) ...

## توأمة
لفيلفرانش سور سون اتفاقيات توأمة مع كل من:
- بيول
- كالاراش
- كاندى [الإنجليزية]‏
- شكويديتس
- كانتو

## أعلام
- تييري لوران
- بنجامين بيولاي
- نيكولا ديشان
- فرانسوا بيكار
- هوبير فيلود
- فري تيتو